# Charles-Félix Morice de la Rue
Pour les articles homonymes, voir De La Rue (homonymie).
Charles-Félix Morice de La Rue, né le 4 septembre 1800 à Laval (Mayenne), et mort le 1er décembre 1880 à Digosville (Manche), est un ingénieur des Ponts et Chaussées pour la circonscription de Cherbourg-Valognes, architecte des phares normands de Gatteville et de la Hague.

## Biographie
Il est le fils de Charles-Thomas Morice de la Rue. Il entre à dix-neuf ans à l'École polytechnique puis intègre l'École des ponts et chaussées en 1821. Il est nommé en Seine-inférieure ingénieur chargé de la navigation en 1825, puis sur l'arrondissement de Cherbourg en 1826.
Dans le Nord-Cotentin, il prend en charge l'aménagement du port de Saint-Vaast-la-Hougue et la modernisation des routes, dont les axes Beaumont-Hague-Cherbourg-Barfleur, Bricquebec-Carteret, Saint-Sauveur-le-Vicomte-Portbail. Son travail se porte ensuite sur les ports du Cotentin, dont Granville, Carentan, Saint-Vaast-la-Hougue, Barfleur et Diélette. Il projette le creusement d'un canal maritime traversant la péninsule.
Il s'attache également à la construction du phare de Goury et du second phare de Gatteville. Il s'agit là de deux exploits, puisque le phare de Gatteville sera, par sa hauteur de 75 mètres, le plus élevé des phares français, et que la construction du phare de la Hague, en pleine mer, sur un rocher balayé par les courants, s'est soldée sans drame malgré l'incrédulité des Haguais.
Il se marie en 1837 à Nathalie Bernardine Levavasseur d'Hiéville, propriétaire des châteaux de Digosville et de la Garancière, situé tous les deux à Digosville. Il prend sa retraite en 1863.

## Distinctions
Il est nommé officier de la Légion d'honneur le 18 octobre 1850.

## Sources
- « Charles-Félix Morice de La Rue : une œuvre marquante », Reflets no 66, magazine de la ville de Tourlaville, avril 2002
- « Charles-Félix Morice de la Rue », dans Alphonse-Victor Angot et Ferdinand Gaugain, Dictionnaire historique, topographique et biographique de la Mayenne, Laval, A. Goupil, 1900-1910 [détail des éditions] (BNF 34106789, présentation en ligne), t. III, p. 122